# مدل پذیرش تکنولوژی
مدل پذیرش تکنولوژی (TAM) اولین بار توسط دیویس در سال ۱۹۸۹ جهت پژوهش در زمینه روان‌شناسی اجتماعی مطرح شد. این مدل تئوریک همچنان به‌طور گسترده‌ای توسط محققان مورد استفاده قرار می‌گیرد. TRA و TPB دو تئوری پایه‌ای روان‌شناسی اجتماعی هستند که منجر به خلق TAM شدند. بر اساس تئوری TRA، عملکرد فرد در زمینه یک رفتار خاص توسط تصمیم رفتاری آن فرد برای مشغول شدن در آن فعالیت مشخص می‌شود. تئوری TPB بر این فرض دلالت دارد که نیت رفتاری فرد به انجام رفتارهای مختلف را می‌توان با نگرش فرد نسبت به آن رفتار، هنجارهای ذهنی و کنترل رفتاری ادراک شده پیش‌بینی کرد. TAM به عنوان یک مدل فشرده، پیشگویانه و قدرتمند برای توضیح و پیشگویی رفتار در زمینه تصمیم‌گیری و پذیرش استفاده از یک تکنولوژی خاص خلق شده‌است. این مدل ادعا می‌کند که تصمیم یک فرد برای استفاده از فناوری به دو باور رفتاری بخصوص شامل سودمندی ادراک شده(Perceived usefulness)و آسانی استفاده ادراک شده(Perceived ease of use)بستگی دارد. سودمندی ادراک شده عبارتست از انتظار ذهنی استفاده‌کننده یک فناوری از این که استفاده از آن تکنولوژی خاص، عملکرد وی را بهبود بخشد. آسانی استفاده ادراک شده عبارتست از میزان انتظار فرد از این که استفاده از آن تکنولوژی، بی زحمت و آسان باشد. گذشته از این، مدل فوق ادعا می‌کند که سودمندی ادراک شده یک فناوری، تحت تأثیر آسانی استفاده ادراک شده آن قرار دارد، چرا که هرچقدر استفاده از یک فناوری برای یک فرد آسانتر باشد، آن تکنولوژی برای فرد سودمندتر بنظر خواهد رسید.